# Velthur Spurinna
Velthur Spurinna o Velthur el Gran va ser un personatge etrusc, nascut a Tarquínia, que probablement va viure al segle v aC. Formava part de la família Spurinna, una antiga família aristocràtica etrusca.
Estava casat amb Ravnthu Thefrinai, i era fill de Larth Spurinna i oncle de Vèl·lia Spurinna i Avle (Aulus) Spurinna. Va ser un conegut dirigent de Tarquínia i havia comandat dos exèrcits contra Siracusa.
Al fòrum de Tarquínia es van trobar fragments de marbre amb inscripcions que semblen afirmar que «Aulus Spurinna va ser tres vegades pretor, i el primer a dirigir un exèrcit regular a través dels mars». Probablement va comandar la flota etrusca a la batalla d'Alàlia que va tenir lloc a la mar Tirrena, entre Còrsega i Sardenya, entre el 541 i el 535 aC. Va dirigir també una segona expedició contra Sicília.